# باب کلندنین
باب کلندنین (انگلیسی: Bob Clendenin؛ زادهٔ ۱۴ آوریل ۱۹۶۴) یک هنرپیشه اهل ایالات متحده آمریکا است.